# اوزه هوآن
اوزه هوآن (به ژاپنی: 小瀬甫庵)، (۱۵۶۴–۱۶۴۰ میلادی) یک محقق کنفسیوس‌گرا در دوره موروماچی و اوایل دوره ادو است. وی  در سال ۱۶۲۶ در زمان شوگون سوم شوگونسالاری توکوگاوا، توکوگاوا ایه‌میتسو کتاب تاریخی تایکوکی را منتشر کرد. تایکوکی  زندگینامه تویوتومی هیده‌یوشی، کانپو در در طول دوره آزوچی-مومویاما در تاریخ ژاپن است. این زندگینامه شامل ۲۰ طومار است. تایکوکی از دیدگاه‌های فردی هوآن از تاریخ و تفسیر از مواد تاریخی تأثیر گرفته است.
کتاب‌های داستان تاریخی مدرنی که بر اساس تایکوکی نوشته شده‌اند، تایکوکی شینشو نوشتهٔ ایجی یوشیکاوا، ایهون تایکوکی نوشتهٔ سوهاچی یامائوکا و شینشی تایکوکی نوشتهٔ شیبا ریوتارو هستند. رمان ایجی یوشیکاوا مرجعی برای شبکه تلویزیونی ان‌اچ‌کی (NHK) در ساخت یکی از سری‌های مجموعه تلویزیونی تایگا، بنام تایکوکی (مجموعه تلویزیونی تایگا) (۱۹۶۵) بود. رمان شیبا و دیگر آثار او نیز مبنایی برای ساخت مجموعه تلویزیونی داستان ربودن سرزمین (۱۹۷۳)، یکی دیگر از مجموعه‌های تلویزیونی تایگا قرار گرفت.